# Forever (bài hát của Aespa)
"Forever" (tiếng Hàn: 약속; RR: Yaksok; Dịch: Lời hứa) là một bài hát được thu âm bởi nhóm nhạc nữ Hàn Quốc Aespa, được SM Entertainment phát hành dưới dạng đĩa đơn kỹ thuật số vào ngày 5 tháng 2 năm 2021. Đây là bản làm lại (remake) từ bài hát cùng tên của Yoo Young-jin nằm trong album Winter Vacation in SMTOWN vào năm 2000. Bài hát là một bản ballad có nhịp độ trung bình với âm thanh guitar acoustic và ca từ ấm áp nói về lời hứa mãi mãi với một người thân yêu. Một video âm nhạc đi kèm cho bài hát đã được xuất bản đồng thời với việc phát hành đĩa đơn.

## Bối cảnh và phát hành
Vào ngày 29 tháng 1 năm 2021, SM Entertainment thông báo rằng Aespa sẽ phát hành bài hát "Forever", bản làm lại (remake) từ bài hát cùng tên của Yoo Young-jin nằm trong album mùa đông Winter Vacation in SMTOWN vào năm 2000. Hình ảnh teaser đầu tiên của Karina và Ningning cho ca khúc được đăng tải trên các trang mạng xã hội vào ngày 1 tháng 2. Ngày hôm sau, hình ảnh teaser của hai thành viên còn lại Winter và Giselle cũng được đăng tải. Ngày 4 tháng 2, teaser của video âm nhạc được phát hành. Bài hát và video âm nhạc của ca khúc được phát hành vào ngày 5 tháng 2.

## Sáng tác
"Forever" do Yoo Young-jin sáng tác và sản xuất với một bản phối hoàn toàn mới. Về mặt âm nhạc, bài hát được mô tả là một bản ballad R&B với âm thanh guitar acoustic ấm áp sưởi ấm mùa đông. Cùng với đó, ca khúc được sáng tác theo âm vực D-flat, với nhịp độ 184 nhịp/phút. "Forever" đồng thời là bài hát dài nhất của Aespa với thời lượng 4 phút 58 giây. Lời bài hát kể về mối tình lãng mạn và lời hứa vĩnh cửu dành cho người thân yêu. NME mô tả ca khúc là "sự khác biệt về cả hình ảnh và âm thanh" so với bài hát trước đó của nhóm là "Black Mamba".

## Đánh giá chuyên môn
| Đánh giá chuyên môn | Đánh giá chuyên môn |
| Nguồn đánh giá      | Nguồn đánh giá      |
| Nguồn               | Đánh giá            |
| ------------------- | ------------------- |
| NME                 | [ 7 ]               |

"Forever" nhận được đánh giá chung tích cực từ các nhà phê bình âm nhạc. Trong một bài đánh giá ba sao về bài hát, Ruby C của NME đã nói rằng 4 thành viên đã thêm "nét nữ tính hơn" vào phần trình diễn của họ. "Bản làm lại đã cố gắng thực hiện giống như bản gốc, thậm chí còn đáng tin cậy hơn một chút nhờ sự quyến rũ và ngọt ngào của các cô gái", cô nói thêm. Trong khi đó, Kim Ye-eun của Hypebae mô tả "Forever" là một "ca khúc theo chủ đề tình yêu, mới mẻ" thể hiện "khía cạnh hoàn toàn khác của nhóm nhạc K-pop lai ảo". Irene Chou của The Brown Daily Herald gọi đây là "cảm giác nhẹ nhàng của bản ballad cuối mùa đông" cũng như không quên ca ngợi giọng hát ấn tượng và vũ đạo bắt mắt của nhóm.